# Agapornis roseicollis
O inseparável-de-faces-rosadas ou inseparável-de-angola (Agapornis roseicollis) é uma espécie de ave psitaculídea pertencente ao género Agapornis, originários da África. Descoberta no sudoeste da África em 1793, os pesquisadores pensaram ser uma subespécie de Agapornis pullarius, mas em 1817 foi reconhecida como uma espécie própria. Em Angola o nome comum desta espécie é periquito-republicano.

## Descrição
O A. roseicollis mede cerca de 15 cm e apresenta grande variedade de mutações. Os filhos são semelhantes em aparência, mas em adultos as fêmeas têm uma coloração ligeiramente mais pálida na sua máscara.

## Distribuição e habitat
É encontrado no sul de África em populações selvagens em Simon's Town, África do Sul. As fugas de cativeiro são frequentes em muitas partes do mundo, então esta espécie tem-se estabelecido em algumas áreas metropolitanas, como por exemplo em Phoenix, no Arizona.

## Subespécies
Há duas subespécies reconhecidas:
- Agapornis roseicollis, (Vieillot, 1818)
  - Agapornis roseicollis catumbella, B.P. Hall, 1952 - Angola[3]
  - Agapornis roseicollis roseicollis, (Vieillot 1818) - Namibia, Botswana e África do Sul[3]

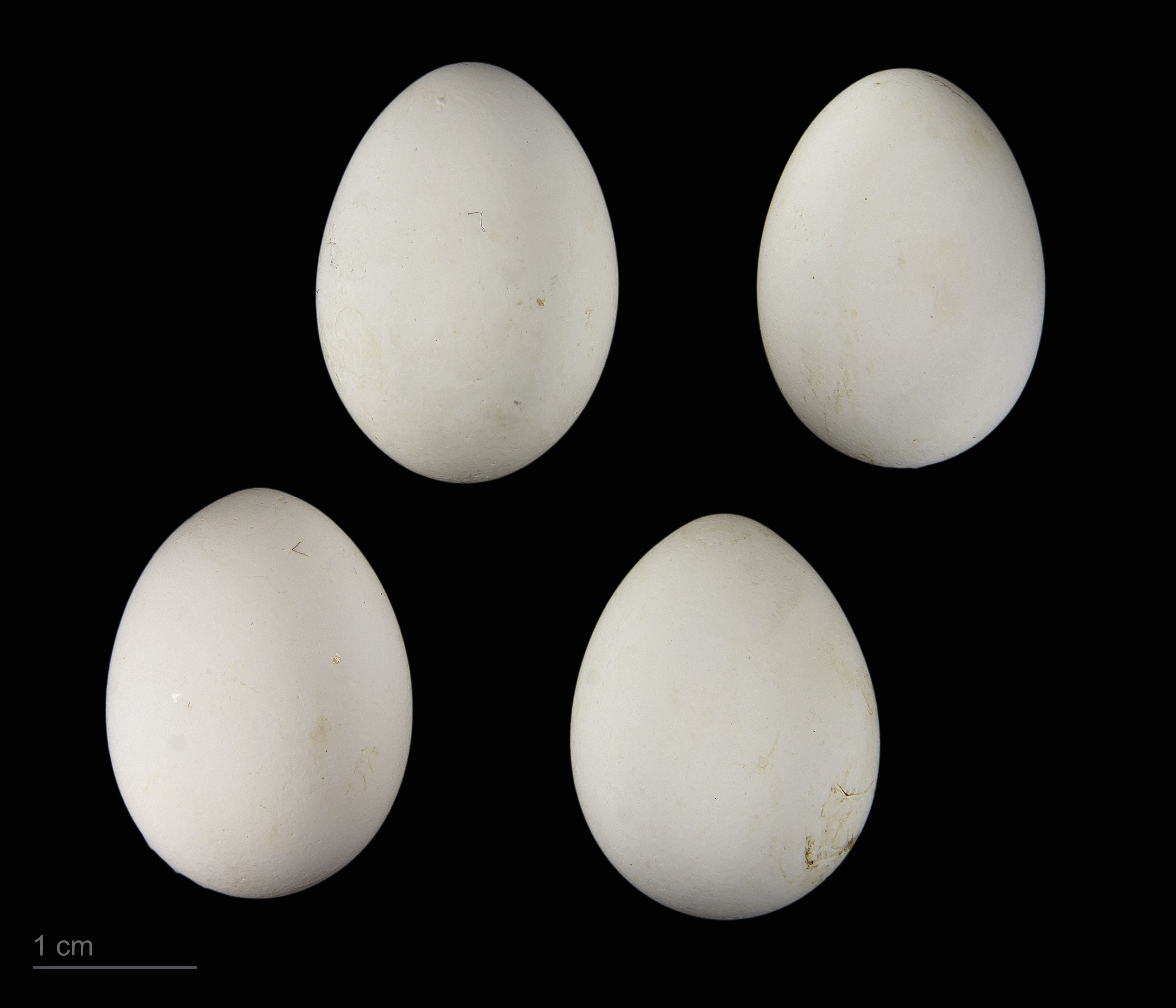
Agapornis roseicollis - MHNT